# Vesele, Novhorod-Siverskîi
Vesele (în ucraineană Веселе) este un sat în comuna Hremeaci din raionul Novhorod-Siverskîi, regiunea Cernihiv, Ucraina.

## Demografie
Componența lingvistică a localității Vesele
     Rusă (100%)
Conform recensământului din 2001, toată populația localității Vesele era vorbitoare de rusă (100%).